# Hargarten (Beckingen)
Hargarten is een plaats in de Duitse gemeente Beckingen, deelstaat Saarland.